# Ruschia centrocapsula
Ruschia centrocapsula är en isörtsväxtart som beskrevs av H.E.K. Hartmann, D. Stüber. Ruschia centrocapsula ingår i släktet Ruschia och familjen isörtsväxter. Inga underarter finns listade i Catalogue of Life.